# Raitzhain

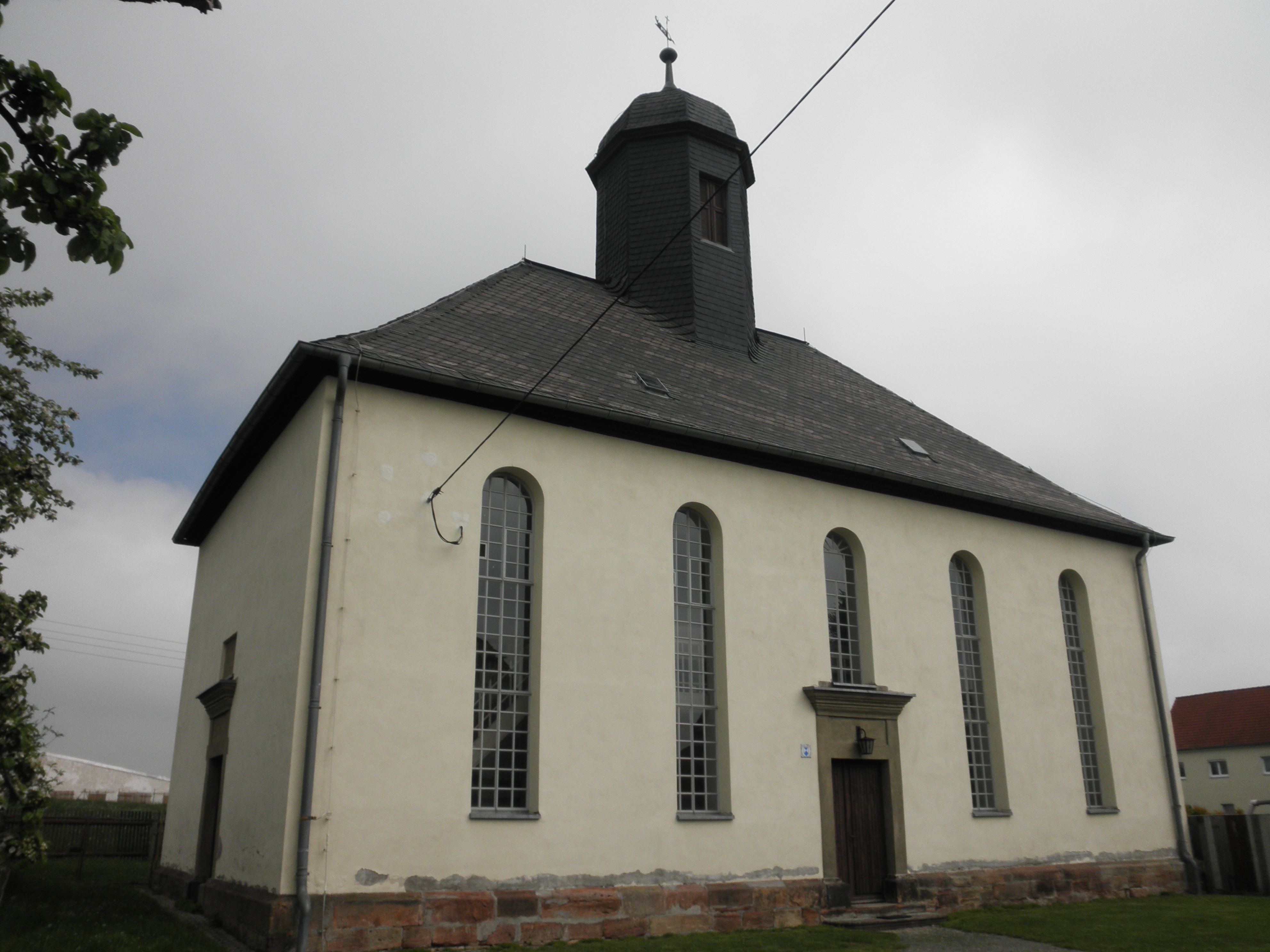
Kirche in Raitzhain

Raitzhain ist ein Ortsteil von Ronneburg im Landkreis Greiz in Thüringen.

## Lage
Gleich hinter dem östlichen Stadtrand von Ronneburg grenzt die Flur von Raitzhain an. Beide Orte werden von der Bundesstraße 7 durchquert. Etwa zwei Kilometer nördlich vom Ortsteil verläuft die Bundesautobahn 4. Raitzhain ist ein ländlich geprägter Ortsteil, der im Ackerbaugebiet Ronneburg-Schmölln liegt. Südlich wirkte einst die Wismut AG. Durch Raitzhain verläuft die Bahnstrecke Gößnitz–Gera, die Bahnstrecke Meuselwitz–Ronneburg und die Bahnstrecke Seelingstädt–Paitzdorf. Der Bahnhof Raitzhain war ein reiner Betriebsbahnhof und wurde im Zuge der Liquidierung der Wismut AG zurückgebaut.

## Geschichte
Die urkundliche Ersterwähnung fand am 16. Oktober 1384 statt. Die jetzige Kirche wurde 1875 gebaut. Im Ort gibt es stattliche Fachwerkhäuser und Bauernhöfe. Im Ortsteil leben 2012 insgesamt 200 Einwohner.